# Acer persicum
Acer persicum é uma espécie de árvore do gênero Acer, pertencente à família Aceraceae.